# Роже Лемелен
Роже́ Лемеле́н (фр. Roger Lemelin, *7 квітня 1919 — 16 березня 1992, народився і помер у місті Квебек) — квебекський письменник і журналіст.
У 1944 році виходить його перший роман «Біля підніжжя пологого схилу» (Au pied de la pente douce) про життя робітничого кварталу міста Квебек. Книга відразу ж набула популярності, бо стала одним з перших міських романів у квебекській літературі.
Але найвідоміший роман Роже Лемелена — «Плуфи» (фр. Les Plouffe). Він розповідає про квебекську сім'ю на прізвище Плуф, що живе у так званому Нижньому місті (фр. Basse-ville) — небагатому районі міста Квебек. Дія відбувається напередодні Другої Світової війни. Роман правдиво зображає тодішнє життя, дозволяє краще зрозуміти ставлення франко-канадців тих часів до війни, до британського панування, до католицької релігії. Книга написана легко та іронічно.
З 1944 по 1952 роки — канадський кореспондент журналів «Time» і «Life». У 1972—1981 роках — головний редактор газети «La Presse» (Монреаль).